# Gisela (dochter van Lodewijk de Vrome)
Gisela (circa 821 - 5 juli 874) was de jongste dochter van Lodewijk de Vrome en zijn tweede vrouw, Judith van Beieren. Ze trouwde met Eberhard van Friuli, hertog van Friuli, die later als Sint-Eberard heilig werd verklaard. Het echtpaar kreeg een aantal kinderen, waaronder koning Berengarius I van Friuli, markgraaf van Friuli, en Ingeltrude (wier kleinzoon, Hendrik de Vogelaar, de Ottoonse dynastie van Duitse koningen en keizers zou stichten). Gisela stond bekend om haar vroomheid en deugdzaamheid, net zoals haar naamgenoot (Gisela), de zuster van Karel de Grote, die vanaf haar meisjesjaren voor het religieuze leven had gekozen.
Haar bruidsschat bestond uit vele rijke domeinen, waaronder de fisc van Cysoing; gelegen in het centrum van het land van Pévèle, een van de mooiste fiscs in de regio. Cysoing werd een van Gisela's en Eberhards reguliere residenties. Ze stichtten er een klooster, dat echter pas na hun dood voltooid zou worden.
Het nonnenklooster San Salvatore in Brescia werd na de dood van Ermengarde, de echtgenote van keizer Lotharius I, aan haar gegeven. Zij diende daar vervolgens enige tijd als abdis en als rectrix.
Ook gaf hij de nog steeds bestaande mozaïeken aan de kathedraal van Aquileia. Ze bevatten (wat zeer opmerkelijk is voor die tijd) een kruisiging, de Heilige Maagd Maria, Sint-George, het portret van Gisela en diverse allegorische figuren.
Ze wijdde zich aan de opvoeding van haar en Eberhards vele kinderen.

## Voorouders
| Voorouders van Gisela | Voorouders van Gisela                                      | Voorouders van Gisela                                      | Voorouders van Gisela                                      | Voorouders van Gisela                                      | Voorouders van Gisela                                      | Voorouders van Gisela                                      | Voorouders van Gisela                                      | Voorouders van Gisela                                      |
| --------------------- | ---------------------------------------------------------- | ---------------------------------------------------------- | ---------------------------------------------------------- | ---------------------------------------------------------- | ---------------------------------------------------------- | ---------------------------------------------------------- | ---------------------------------------------------------- | ---------------------------------------------------------- |
| Overgrootouders       | Pepijn de Korte (714-768) ∞ Bertrada van Laon (725-783)    | Pepijn de Korte (714-768) ∞ Bertrada van Laon (725-783)    | Gerold van Vintzgouw (740-799) ∞ Imma (-)                  | Gerold van Vintzgouw (740-799) ∞ Imma (-)                  | Rothard van de Argengau (725–771) ∞ Ermenane (-)           | Rothard van de Argengau (725–771) ∞ Ermenane (-)           | Isanbarth (–) ∞ Theodrada (-)                              | Isanbarth (–) ∞ Theodrada (-)                              |
| Grootouders           | Karel de Grote (747-814) ∞ Hildegard (758-783)             | Karel de Grote (747-814) ∞ Hildegard (758-783)             | Karel de Grote (747-814) ∞ Hildegard (758-783)             | Karel de Grote (747-814) ∞ Hildegard (758-783)             | Welf van Altdorf (744-) ∞ Eigilwich (-)                    | Welf van Altdorf (744-) ∞ Eigilwich (-)                    | Welf van Altdorf (744-) ∞ Eigilwich (-)                    | Welf van Altdorf (744-) ∞ Eigilwich (-)                    |
| Ouders                | Lodewijk de Vrome (778-840) ∞ Judith van Beieren (805-843) | Lodewijk de Vrome (778-840) ∞ Judith van Beieren (805-843) | Lodewijk de Vrome (778-840) ∞ Judith van Beieren (805-843) | Lodewijk de Vrome (778-840) ∞ Judith van Beieren (805-843) | Lodewijk de Vrome (778-840) ∞ Judith van Beieren (805-843) | Lodewijk de Vrome (778-840) ∞ Judith van Beieren (805-843) | Lodewijk de Vrome (778-840) ∞ Judith van Beieren (805-843) | Lodewijk de Vrome (778-840) ∞ Judith van Beieren (805-843) |
| Gisela (821-874)      |                                                            |                                                            |                                                            |                                                            |                                                            |                                                            |                                                            |                                                            |

## Voetnoten
1. ↑  Handbook of Painting: The Italian Schools (handboek voor het schilderen: de Italiaanse scholen), door Franz Kugler, Margaret Hutton, Charles Lock Eastlake.